# ليودميلا باخوموفا
لودميلا أليكسييفنا باخوموفا (الروسية:Людмила Алексеевна Пахомова ؛ 31 ديسمبر 1946 - 17 مايو 1986) لاعبة تزلج على الجليد سوفيتية، مع زوجها ألكسندر جورشكوف ، كانت بطلة في دورة الألعاب الأولمبية 1976 ، وهي واحدة من أقدم بطلات التزلج على الجليد في الألعاب الأولمبية.
أواخر عام 1979 بدأت باكوموفا تعاني من مشاكل صحية تم تشخيصها لاحقاً على أنه سرطان الدم، رغم تشخيصها استمرت ليودميلا في الخروج إلى الجليد حتى بعد أن زاد السرطان الأمر صعوبة عليها. لم تغيير أي شيء في حياتها، توفيت باخوموفا عن عمر يناهز 39 عامًا في 17 مايو 1986 ودُفنت في مقبرة فاجانكوفو في موسكو. تم إدخال باخوموفا بعد وفاتها في قاعة مشاهير التزلج على الجليد العالمية إلى جانب ألكسندر غورشكوف في عام 1988.
تم تسمية كوكب صغير اكتشفته عالمة الفلك السوفيتية ليودميلا زورافليفا عام 1972 يبعد 3231 ميلا باسمها. 

## نشأتها
ولدت ليودميلا ابنة جنرال الطيران أليكسي باخوموف في 31 ديسمبر 1946 في موسكو، بدأت في سن السابعة من عمرها التزلج على الجليد عندما أحضرتها جدتها إلى مدرسة الأطفال والشباب الرياضية بجوار ملعب الرواد الشباب في موسكو. كان أول شريك لها في الرقص على الجليد هو فيكتور ريجكين البالغ من العمر تسع سنوات، والذي كان مدربها سابقًا، والذي تدربت معه في سيسكا موسكو تحت قيادة ستانيسلاف جوك. لقد فازوا بثلاثة ألقاب وطنية سوفيتية واحتلوا المركز العاشر في بطولة العالم للتزلج الفني على الجليد 1966. لقد كانوا أول راقصين سوفيتيين على الجليد يتنافسون في بطولة العالم.

## النتائج

### مع جورشكوف

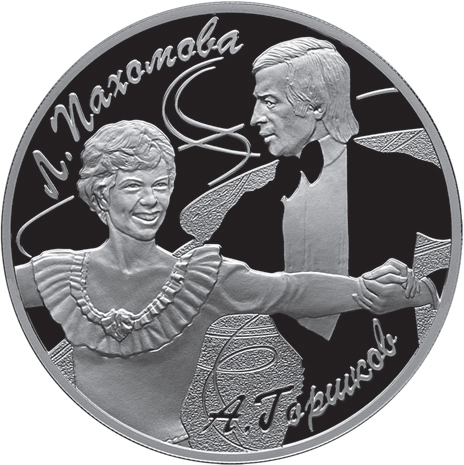
عملة روسية من فئة 3 روبل صدرت عام 2010 تخليدًا لذكرى باخوموفا وغورشكوف

| مسابقات دولية      | مسابقات دولية | مسابقات دولية | مسابقات دولية | مسابقات دولية | مسابقات دولية | مسابقات دولية | مسابقات دولية | مسابقات دولية | مسابقات دولية | مسابقات دولية |
| حدث                | 66–67         | 67–68         | 68–69         | 69–70         | 70–71         | 71–72         | 72–73         | 73–74         | 74–75         | 75–76         |
| ------------------ | ------------- | ------------- | ------------- | ------------- | ------------- | ------------- | ------------- | ------------- | ------------- | ------------- |
| الألعاب الأولمبية  |               |               |               |               |               |               |               |               |               | 1st           |
| بطولة العالم       | 13th          | 6th           | 2nd           | 1st           | 1st           | 1st           | 1st           | 1st           |               | 1st           |
| بطولة أوروبا       | 10th          | 5th           | 3rd           | 1st           | 1st           | 2nd           | 1st           | 1st           | 1st           | 1st           |
| موسكو نيوز         |               |               |               | 1st           | 1st           | 1st           | 1st           |               | 1st           | 1st           |
| مسابقات الوطنية    |               |               |               |               |               |               |               |               |               |               |
| البطولات السوفيتية | 2nd           | 2nd           | 1st           | 1st           | 1st           |               | 1st           | 1st           | 1st           |               |

### مع ريزكين
| مسابقات دولية      | مسابقات دولية | مسابقات دولية | مسابقات دولية |
| حدث                | 1964          | 1965          | 1966          |
| ------------------ | ------------- | ------------- | ------------- |
| بطولة العالم       |               |               | 10th          |
| بطولة أوروبا       |               |               | 7th           |
| مسابقات الوطنية    |               |               |               |
| البطولات السوفيتية | 1st           | 1st           | 1st           |